# Luke Shaw
Luke Paul Hoare Shaw (n. 12 iulie 1995) este un fotbalist englez care joacă pentru Manchester United și echipa națională de fotbal a Angliei pe postul de fundaș stânga.

## Legături externe
- Profilul lui Rickie Lambert pe site-ul clubului Liverpool F.C.
- Rickie Lambert la Englandstats
- Rickie Lambert la Soccerbase